# Passalus gonzalezae
Passalus gonzalezae (лат.) — вид сахарных жуков рода Passalus из семейства пассалиды (Passalidae). Неотропика. Этот вид назван в честь доктора Долорес Гонсалес (Dr. Dolores Gonzalez) из Instituto de Ecología A.C. (Мексика), которая сотрудничала с авторами в молекулярно-филогенетических исследованиях Passalidae. Длина более 3 см. Красновато-чёрные, блестящие. Брахиптерные. Передний край лица прямой, с выемкой в срединной области; латеро + медиобазальные бугорки крупнее внутренних; медиобазальная область с одинаковой длиной и шириной, с тремя бороздками, образующими перевернутую букву «Y»; препистернум с редким опушением; мезостернальные бороздки удлиненные, широкие, неглубокие, с матовой поверхностью; метастернум пунктирован сзади; метастернальная боковая борозда узкая и голая; эпиплевры и плечи голые; слабая пунктировка на 7—10 полосах надкрылий. Этот вид был описан из Боливии на основании одной самки с высоты 2000 м над уровнем моря. Среди брахиптернвых видов Passalus (Pertinax) вид P. gonzalezae узнаваем по отсутствию пунктировки на лобной области (ограниченной лобными гребнями), наличию переднего края головы с сильной (глубокой) срединной выемкой, вдающимися вторичными медиофронтальными бугорками и слабой пунктировкой на надкрыльевых полосах 7—10.